# Pablo García Muñoz
Pablo García Muñoz (Estocolmo, Suecia, 16 de septiembre de 1967) es un deportista español que compitió en Luge, fue el segundo español en competir en unos Juegos Olímpicos de Invierno en luge y el primer español en hacerlo en más de una edición en esa disciplina.

## Trayectoria
Apasionado del Bobsleigh y decidido a querer practicarlo se tiene que pasar al Luge al no tener la edad mínima para competir en bobsleigh.
Debuta en los Juegos Olímpicos de Calgary 1988 siendo el único español que participa en luge finaliza en vigésimo novena posición con un tiempo de 3:13.48.
En esa temporada después de alcanzar el 19º puesto en el mundial, vuelve a participar en los Juegos Olímpicos de Albertville 1992 donde finaliza en la vigésimo quinta posición con un tiempo final de 3:08.31.